# Coppa dei Balcani 1971
La Coppa dei Balcani per club 1971 è stata la nona edizione della Coppa dei Balcani, la competizione per squadre di club della penisola balcanica e Turchia.
È stata vinta dai greci del Paniōnios, al loro primo titolo.

## Squadre partecipanti
Tutte le nazioni partecipano con una sola rappresentante. Le 6 squadre partecipanti vengono divise in due gironi. Il detentore della Coppa Balcani (Partizani Tirana) non partecipa.
| Squadra             | Stagione 1970-71           |
| ------------------- | -------------------------- |
| Besa Kavajë         | 5º in Albania              |
| FK Etăr             | 12º in Bulgaria            |
| Paniōnios           | 2º in Grecia               |
| Crvenka             | 18º (ultimo) in Jugoslavia |
| Steagul Roșu Brașov | 5º in Romania              |
| Altay               | 8º in Turchia              |

## Torneo

### Girone A
| Squadra     | Pti | G | V | N | P | GF | GS | QR    |
| ----------- | --- | - | - | - | - | -- | -- | ----- |
| Besa Kavajë | 5   | 4 | 2 | 1 | 1 | 5  | 5  | 1.000 |
| Crvenka     | 4   | 4 | 1 | 2 | 1 | 7  | 6  | 1.167 |
| FK Etăr     | 3   | 4 | 1 | 1 | 2 | 6  | 7  | 0.857 |

|         | Bes | Crv | Eta |
| ------- | --- | --- | --- |
| Besa    |     | 1-0 | 2-1 |
| Crvenka | 2-2 |     | 4-2 |
| Etar    | 1-1 | 2-0 |     |

#### Risultati
| Veliko Tărnovo 14 aprile 1971 | FK Etăr | 1 – 1 | Crvenka | Stadion Ivaylo |

| Crvenka 28 aprile 1971 | Crvenka | 4 – 2 | FK Etăr | Stadion Crvenke |

| Veliko Tărnovo 5 maggio 1971 | FK Etăr | 2 – 0 | Besa Kavajë | Stadion Ivaylo |

| Kavajë 2 giugno 1971                         | Besa Kavajë | 2 – 1 | FK Etăr | Stadiumi Besa |
| \| \| \| \| \| Leshteni \| Marcatori \| ? \| |             |       |         |               |
|                                              |             |       |         |               |
| Leshteni                                     | Marcatori   | ?     |         |               |

| Kavajë 23 giugno 1971                      | Besa Kavajë | 1 – 0 | Crvenka | Stadiumi Besa |
| \| \| \| \| \| Kapidani \| Marcatori \| \| |             |       |         |               |
|                                            |             |       |         |               |
| Kapidani                                   | Marcatori   |       |         |               |

| Crvenka 30 giugno 1971                              | Crvenka   | 2 – 2           | Besa Kavajë | Stadion Crvenke |
| \| \| \| \| \| ? \| Marcatori \| Dizdari Karriqi \| |           |                 |             |                 |
|                                                     |           |                 |             |                 |
| ?                                                   | Marcatori | Dizdari Karriqi |             |                 |

### Girone B
| Squadra             | Pti | G | V | N | P | GF | GS | QR    |
| ------------------- | --- | - | - | - | - | -- | -- | ----- |
| Paniōnios           | 5   | 4 | 2 | 1 | 1 | 5  | 3  | 1.667 |
| Steagul Roșu Brașov | 4   | 4 | 1 | 2 | 1 | 4  | 3  | 1.333 |
| Altay               | 3   | 4 | 1 | 1 | 2 | 2  | 5  | 0.400 |

|              | Pan | S.R | Alt |
| ------------ | --- | --- | --- |
| Paniōnios    |     | 2-0 | 1-0 |
| Steagul Roșu | 1-1 |     | 3-0 |
| Altay        | 2-1 | 0-0 |     |

#### Risultati
| Smirne 9 giugno 1971                                      | Altay     | 2 – 1     | Paniōnios | Stadio di Alsancak |
| \| \| \| \| \| Böke 60’, 85’ \| Marcatori \| 77’ Dedes \| |           |           |           |                    |
|                                                           |           |           |           |                    |
| Böke 60’, 85’                                             | Marcatori | 77’ Dedes |           |                    |

| Nea Smyrnī 23 giugno 1971                      | Paniōnios | 1 – 0 | Altay | Stadio di Nea Smyrnī |
| \| \| \| \| \| Pantazis 12’ \| Marcatori \| \| |           |       |       |                      |
|                                                |           |       |       |                      |
| Pantazis 12’                                   | Marcatori |       |       |                      |

| Brașov 8 agosto 1971                                                  | Steagul Roșu Brașov | 3 – 0 | Altay | Stadionul Tineretului |
| \| \| \| \| \| Florescu 4’ Györffy 62’ Gergely 76’ \| Marcatori \| \| |                     |       |       |                       |
|                                                                       |                     |       |       |                       |
| Florescu 4’ Györffy 62’ Gergely 76’                                   | Marcatori           |       |       |                       |

| Smirne 15 agosto 1971 | Altay | 0 – 0 | Steagul Roșu Brașov | Stadio di Alsancak |

| Brașov 8 settembre 1971 | Steagul Roșu Brașov | 1 – 1 | Paniōnios | Stadionul Tineretului |

| Nea Smyrnī 27 ottobre 1971 | Paniōnios | 2 – 0 | Steagul Roșu Brașov | Stadio di Nea Smyrnī |

### Finale
| Squadra 1 | Totale | Squadra 2   | Andata | Ritorno |
| --------- | ------ | ----------- | ------ | ------- |
| Paniōnios | 3–2    | Besa Kavajë | 2–1    | 1–1     |

| Arbitro: | Doğan Babacan (Turchia) |

| |            |                                                                                       |
| Sagoridis 3’, 78’ (rig.)                                                                                  | Marcatori  | 41’ Bishtaja                                                                          |
| Filis Skrekis Tsirogiannis Kyriazis Theofilopoulos Chaitas Moraitelis T. Intzoglou Dedes Sagoridis Mavros | Formazioni | Arkaxhiu Mullaliu Hushi Dyla Kapidani Kariqi Kashami Merhori Leshteni Bishtaja Hariji |
| Mallett                                                                                                   | Allenatori | Vila                                                                                  |

| Durazzo 17 dicembre 1971 Ritorno | Besa Kavajë | 1 – 1 | Paniōnios | Stadiumi Lokomotiva |
| \| \| \| \| \| Merhori 48’ \| Marcatori \| 43’ Dedes \| \| \| Formazioni \| Filis Skrekis Theofilopoulos Papasikas Kyriazis B. Intzoglou Moraitelis Chaitas T. Intzoglou Dedes Sagoridis \| \| Vila \| Allenatori \| Mallett \| |             | |           |                     |
| |             | |           |                     |
| Merhori 48’ | Marcatori   | 43’ Dedes |           |                     |
| | Formazioni  | Filis Skrekis Theofilopoulos Papasikas Kyriazis B. Intzoglou Moraitelis Chaitas T. Intzoglou Dedes Sagoridis |           |                     |
| Vila | Allenatori  | Mallett |           |                     |